# The Rich Are Always with Us
The Rich Are Always with Us è un film del 1932 diretto da Alfred E. Green. La sceneggiatura di Austin Parker è basata sul romanzo The Rich Are Always with Us di Ethel Pettit pubblicato a New York nel 1931.

## Trama
Julian Tierney, romanziere di successo, ama disperatamente una donna sposata, Caroline Grannard. Lei, però è fedele a Greg, il marito, un ricco finanziere, che, invece, la lascia per sposare Alison, la sua amante. Dopo il divorzio, Caroline incontra a Parigi Julian: sempre innamorato, lo scrittore le chiede di sposarlo. Ma, vista la sua indecisione, Julian decide di proseguire da solo il suo viaggio.
Ritornata negli Stati Uniti, Caroline viene a sapere che Alison è rimasta incinta di Greg. Intanto Malbro, una sua amica - da sempre innamorata di Julian ma ormai senza speranza - la informa che lo scrittore sta per andare in Cina e poi in India, dove vuole cercare di dimenticarla. Caroline, allora, cerca Julian al quale, finalmente, confessa il suo amore. Alison, venuta a sapere che i due hanno passato la notte insieme, vuole provocare uno scandalo, ma ne viene impedita da Malbro e dal marito. In macchina con Greg, litiga furiosamente con lui, provocando un terribile incidente in cui resta uccisa. Greg, ferito gravemente, viene portato in ospedale: i medici chiedono a Caroline di assisterlo, perché può essere l'unico modo per tenerlo in vita. Davanti alla preghiera di Greg, Caroline acconsente, mentre Julian si prepara a partire da solo per la Cina. Prima, però, la donna trova tra i pazienti ricoverati in ospedale, un giudice al quale chiede di unirla in matrimonio con Julian, promettendogli di raggiungerlo quanto prima le sarà possibile in Asia.

## Produzione
Il film fu prodotto dalla  First National Pictures (A First National-Vitaphone Picture) e, non accreditata, Warner Bros. Pictures

### Cast
- Ruth Chatterton (1892–1961) - Interpreta il ruolo della protagonista, Caroline Grannard. Secondo la rivista Variety, questo fu il primo film dell'attrice per la Warner Bros. Nel corso delle riprese, la Chatterton e il suo partner, George Brent decisero di sposarsi. Il matrimonio tra i due, celebrato il 13 agosto 1932, sarebbe finito in un divorzio due anni più tardi[1].

## Distribuzione
Il copyright del film, richiesto dalla First National Pictures, Inc., fu registrato il 15 giugno 1932 con il numero LP3167.
Distribuito dalla  First National Pictures e dalla Warner Bros. Pictures, il film uscì nelle sale cinematografiche degli Stati Uniti il 21 maggio 1932.